# Șerban Nicolae

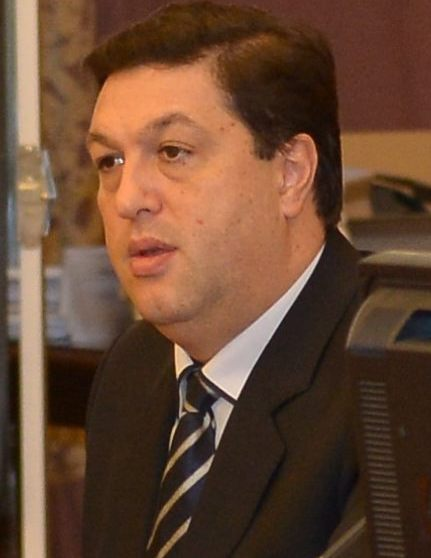
Şerban Nicolae (2013)

Șerban Nicolae (* 5. April 1968 in Bukarest) ist ein rumänischer Rechtsanwalt und Politiker der Partidul Social Democrat (PSD), der unter anderem 2004 für einige Monate Delegierter Minister für die Beziehungen zum Parlament sowie mehrmals Mitglied des Senats war.

## Leben
Șerban Nicolae arbeitete nach dem Besuch des „Emil Racoviță“-Gymnasiums in Bukarest zeitweise in einem dortigen Feinmechanikunternehmen und begann daraufhin ein Studium der Rechtswissenschaften an der Rumänisch-Amerikanischen Universität, welches er 1997 mit einem Bachelor of Legal Sciences beendete. Als Mitglied der Partei der Sozialen Demokratie Rumäniens PDSR (Partidul Democrației Sociale din România) unterstützte er den erfolgreichen Wahlkampf von Ion Iliescu bei der Präsidentschaftswahl 2000 und arbeitete nach dessen Wahl zum Staatspräsidenten zwischen 2001 und 2004 als Staatsrat im Präsidialamt.
Als Nachfolger von Acsinte Gaspar übernahm Nicolae am 8. Juni 2004 im Kabinett Năstase den Posten als Delegierter Minister für die Beziehungen zum Parlament (Ministru-delegat pentru relația cu Parlamentul) und bekleidete dieses Amt bis zum 28. Dezember 2004. Bei der Parlamentswahl am 28. November 2004 wurde er für die aus der PSDR hervorgegangene Sozialdemokratische Partei PSD (Partidul Social Democrat) im Wahlkreis „Nr. 23 Ialomița“ zum Mitglied des Senats (Senatul) gewählt und gehörte diesem bis zum 14. Dezember 2008 an. Zugleich arbeitete er von 2005 bis 2009 als Rechtsanwalt und schloss 2009 seine Promotion in Internationalen Beziehungen und Europastudien ab. Im Anschluss fungierte er zwischen April und Oktober 2009 als Leiter einer Abteilung im Ministerium für Inneres und Verwaltung und betrieb daraufhin zwischen 2010 und 2012 die Anwaltskanzlei Şerban Nicolae si Asociatii. Daneben war er 2012 als Insolvenzverwalter für die Kanzlei TEMPUS GRUP IPURL tätig.
Șerban Nicolae, der für seine Verdienste zum Ritter des Treudienst-Ordens (Ordinul Național „Serviciul Credincios“) ernannt wurde, wurde bei der Parlamentswahl am 9. Dezember 2012 für die PSD im Wahlkreis „Nr.27 Mehedinţi“ wieder zum Mitglied des Senats gewählt, dem er nach seiner Wiederwahl bei der Parlamentswahl am 11. Dezember 2016 im Wahlkreis „Nr.42 Bucureşti“ nunmehr bis zum 20. Dezember 2020 angehörte. Während seiner Senatszugehörigkeit wurde er am 20. Dezember 2012 Mitglied des Ausschusses für die Aufklärung von Missbräuchen, Korruptionsbekämpfung und Petitionen (Comisia pentru cercetarea abuzurilor, combaterea corupţiei şi petiţii) sowie am 12. September 2016 Mitglied des Ausschusseses für Auswärtige Angelegenheiten (Comisia pentru politică externă) und war zwischenzeitlich vom 3. Februar bis zum 24. November 2014 auch noch Mitglied des Ausschusses für Recht, Ernennungen, Disziplin, Immunitäten und Validierungen (Comisia juridică, de numiri, disciplină, imunităţi şi validări). Er engagierte sich des Weiteren vom 13. Februar 2013 bis zum 19. Dezember 2016 in den Freundschaftsgruppen zu den Parlamenten (Grupuri de prietenie cu Parlamentele) von Estland und Israel.
Danach war Nicolae zwischen dem 22. Dezember 2016 und dem 4. Januar 2017 Mitglied des Verfassungsausschusses (Comisia pentru constituţionalitate) sowie vom 5. Januar bis zum 14. Mai 2017 zunächst Vorsitzender und im Anschluss zwischen dem 15. Mai 2017 und dem 22. September 2019 Mitglied  des Ausschusses für Recht, Ernennungen, Disziplin, Immunitäten und Validierungen. Zuletzt war er vom 5. Januar 2017 bis zum 20. Dezember 2020 Mitglied des Ausschusses für Verteidigung, öffentliche Ordnung und nationale Sicherheit(Comisia pentru apărare, ordine publică şi siguranţă naţională) sowie zwischen dem 23. September 2019 und dem 20. Dezember 2020 erneut Vorsitzender des Ausschusses für Recht, Ernennungen, Disziplin, Immunitäten und Validierungen. Ferner war er vom 1. März 2017 bis zum 20. Dezember 2020 auch Mitglied des Gemeinsamen Sonderausschusses des Parlaments für die Kontrolle der Tätigkeit des Auslandsnachrichtendienstes (Comisia parlamentară specială pentru controlul activităţii Serviciului de Informaţii Externe) sowie daneben vom 27. September bis zum 3. Oktober 2017 erst Mitglied sowie anschließend vom 4. Oktober 2017 bis zum 7. Dezember 2018 Vorsitzender der Gemeinsamen Untersuchungskommission des Parlaments zur Abschaffung der Generaldirektion für Schutz und Korruptionsbekämpfung (Comisia de anchetă a Camerei Deputaţilor şi Senatului pentru a clarifica aspectele ce ţin de desfiinţarea Direcţiei Generale de Protecţie şi Anticorupţie). Darüber hinaus engagierte er sich zwischen dem 26. April 2017 und dem 20. Dezember 2020 in den Freundschaftsgruppen zu den Parlamenten von Israel und Katar sowie des Weiteren vom 26. Juni 2019 bis zum 20. Dezember 2020 auch in der Freundschaftsgruppe zum Parlament von Kambodscha. Nachdem er 2020 aus der PSD ausgetreten war, wurde er Mitglied der Umweltpartei PER (Partidul Ecologist Român).

## Weblink
- Biografie: Șerban Nicolae. In: Homepage des Senats. Abgerufen am 14. Dezember 2024 (rumänisch).